# Mistail

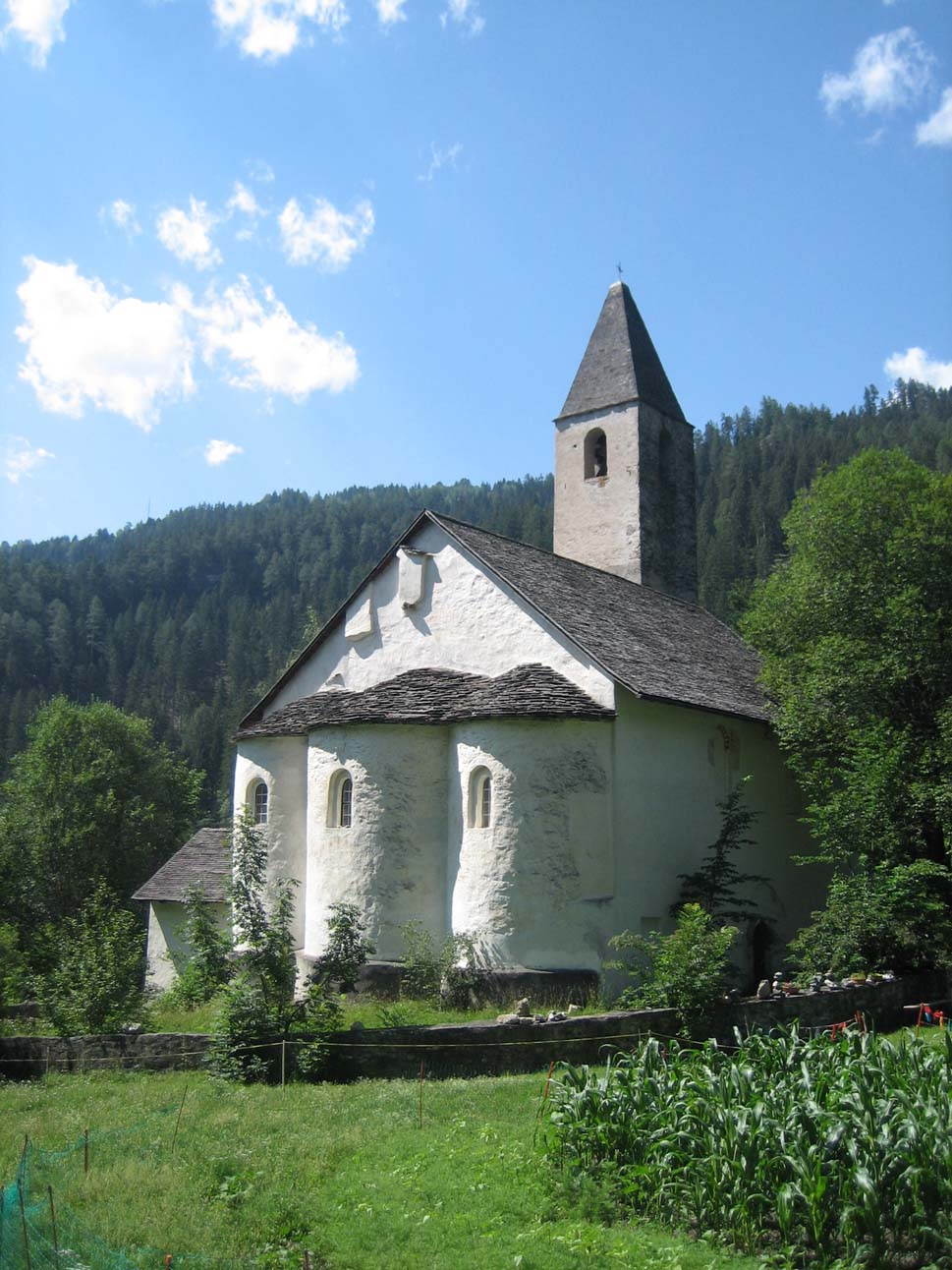
Extérieur de l'église de Mistail.

Mistail est un ensemble monastique de la commune d'Alvaschein, dans le canton suisse des Grisons. Il comprend l'église Saint-Pierre, datant de l'époque carolingienne, et un couvent de femmes, aujourd'hui disparu.

## Situation
| \| Localisation sur la carte de Suisse · Mistail \| Localisation sur la carte de Suisse Mistail. |
| Localisation sur la carte de Suisse · Mistail                                                    |

L'église et l'ancien couvent Saint-Pierre de Mistail sont situés à 1 000 m d'altitude, dans une clairière, sur un petit plateau au-dessus des gorges de l'Albula, à l'entrée des gorges de la Schyn. Ils peuvent être atteints par un chemin forestier, à partir d'un parking proche de la route principale, près de la bretelle de sortie d'Alvaschein, ou, en dix minutes de marche, à partir de la gare de Tiefencastel.

## Dénomination

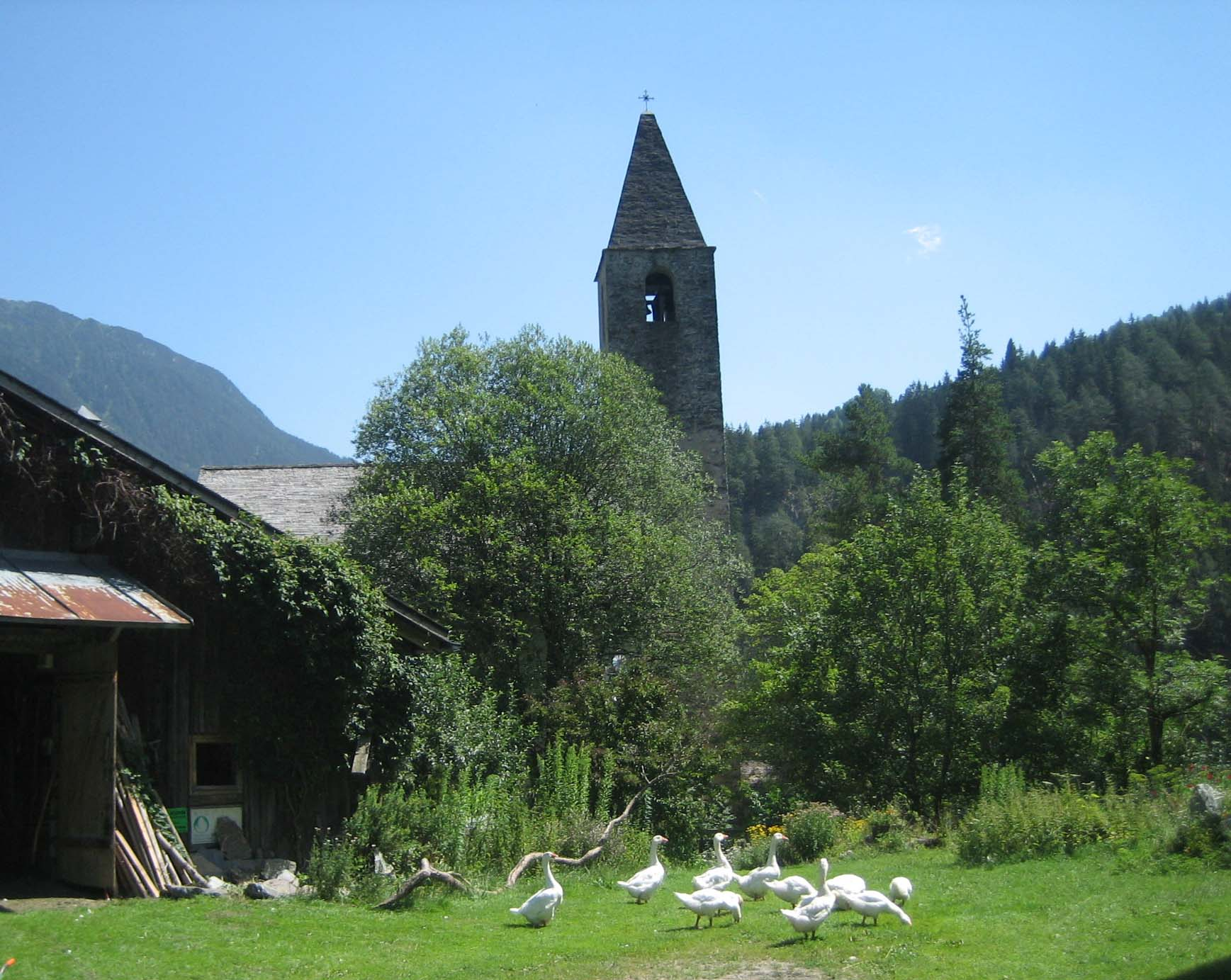
Mistail.

Mistail est connue aussi sous le nom de Prada, ainsi que ceux des communes d'Alfosen (Alvaschein) et de Wapitines (Tiefencastel). Le nom dérive du latin monasterium, monastère. 

## Histoire

### L'ensemble monastique
La date exacte de la construction de Saint-Pierre de Mistail n'est pas connue, mais on suppose qu'elle se situe aux alentours de l'an 800. L'abbaye épiscopale est fondée avant 806, probablement à l'initiative des chanoinesses de Cazis, hypothèse appuyée par une dénomination commune et le même patronage que celui de l'abbaye de Cazis.  Mistail est indirectement mentionnée, en l'an 823, dans une lettre de plainte de l'évêque Victor de Coire à Louis le Pieux. Un hospice, le xenodochium sancti Petri, mentionné en 831, dépend probablement aussi de Mistail. Cet hospice, différent de celui du col du Septimer, se trouve vraisemblablement au voisinage de l'abbaye. Le monastère est mentionné, pour la première fois, en 926, dans une lettre d'Henri Ier à l'évêque Walde. 
Après l'effondrement de l'Empire carolingien, un retour en arrière semble s'être produit, conduisant à l'expulsion des religieuses par l'évêque Wido peu après 1100. Le monastère de Mistail est finalement aboli en 1154, par l'évêque Adalgott, et ses possessions, l'église, les métairies de Prada (commune de Tiefencastel), Savognin et Latsch (commune de Bergün), sont données au monastère des prémontrés de saint Luzi, à Coire. En 1282, lors d'un échange, l'église de Mistail, le domaine de Prada et celui de Savognin reviennent à l'évêque Conrad de Belmont. L'évêché place l'administration de ces biens sous l'obédience d'un vidomnat, inféodé à la famille de Marmels, en 1386.
Au XIVe siècle, Mistail devient propriété de la municipalité d'Alvaschein. Lors de la saint Gall 1397, l'église est consacrée à nouveau. Elle est alors aussi l'église paroissiale de Tiefencastel, avec droit de sépulture pour toute la vallée de l'Albula. À partir de 1679, Mistail est l'église funéraire d'Alvaschein. En 1739, l'église d'Alvaschein devient église paroissiale et Mistail revient à Tiefencastel. 
En 2008, le Crédit suisse utilise la façade de l'église comme écran publicitaire, à l'occasion d'une compétition de football.

### Histoire des bâtiments

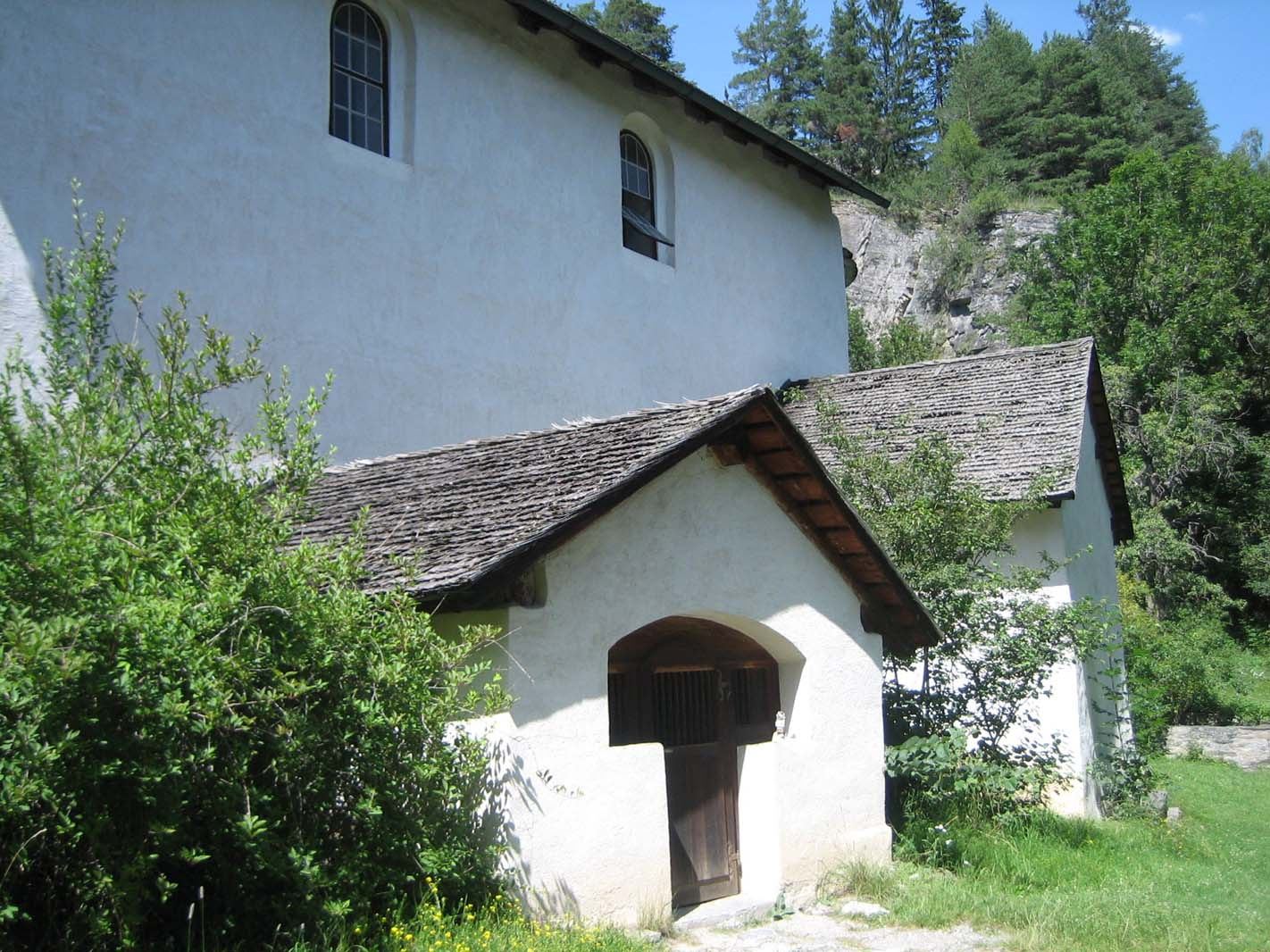
L'ossuaire.

Comme il n'existe aucun document retraçant l'histoire du bâtiment, seules les fouilles archéologiques peuvent fournir des informations. Elles ont été réalisées en 1968 et 1969, puis en 1983 et 1984. La découverte de restes de peintures carolingiennes montre que l'église à trois absides, conservée aujourd'hui, est construite vers l'an 800, sur les fondations d'un édifice antérieur, dont des traces ont été trouvées sous le mur nord actuel. 
Au sud de l'église, il y avait un autre bâtiment consacré, dont les fondations montrent deux états successifs. À partir de comparaisons avec des constructions semblables, à Obervaz et Romanshorn, on peut situer sa date de construction vers la fin du VIIe siècle ou le début du VIIIe siècle. La date de destruction de cette structure antérieure n'est pas connue. A son emplacement, on retrouve les fondations d'un bâtiment séculier, remontant au XIIe ou au XIIIe siècle. Au sud de l'ensemble, il y a un petit mausolée, peut-être la tombe d'une abbesse ou d'un fondateur. Des tombes du Haut Moyen Âge, taillées dans l'ardoise, ont été retrouvées au nord de l'église actuelle.
Les bâtiments conventuels sont au nord et au nord-ouest de l'ensemble. Il reste un bâtiment subdivisé en quatre salles, avec plusieurs extensions, et présentant des traces de peinture carolingienne. Une cour pourrait avoir servi d'étable.
Les dates de construction du clocher et de la sacristie ne sont pas connues, mais sont, cependant, antérieures à 1397. De même, la période d'origine de l'ossuaire n'est pas claire. À l'ouest du sanctuaire, une partie des fondations de l'atrium s'est effondrée dans le ravin de l'Albula.

## Architecture

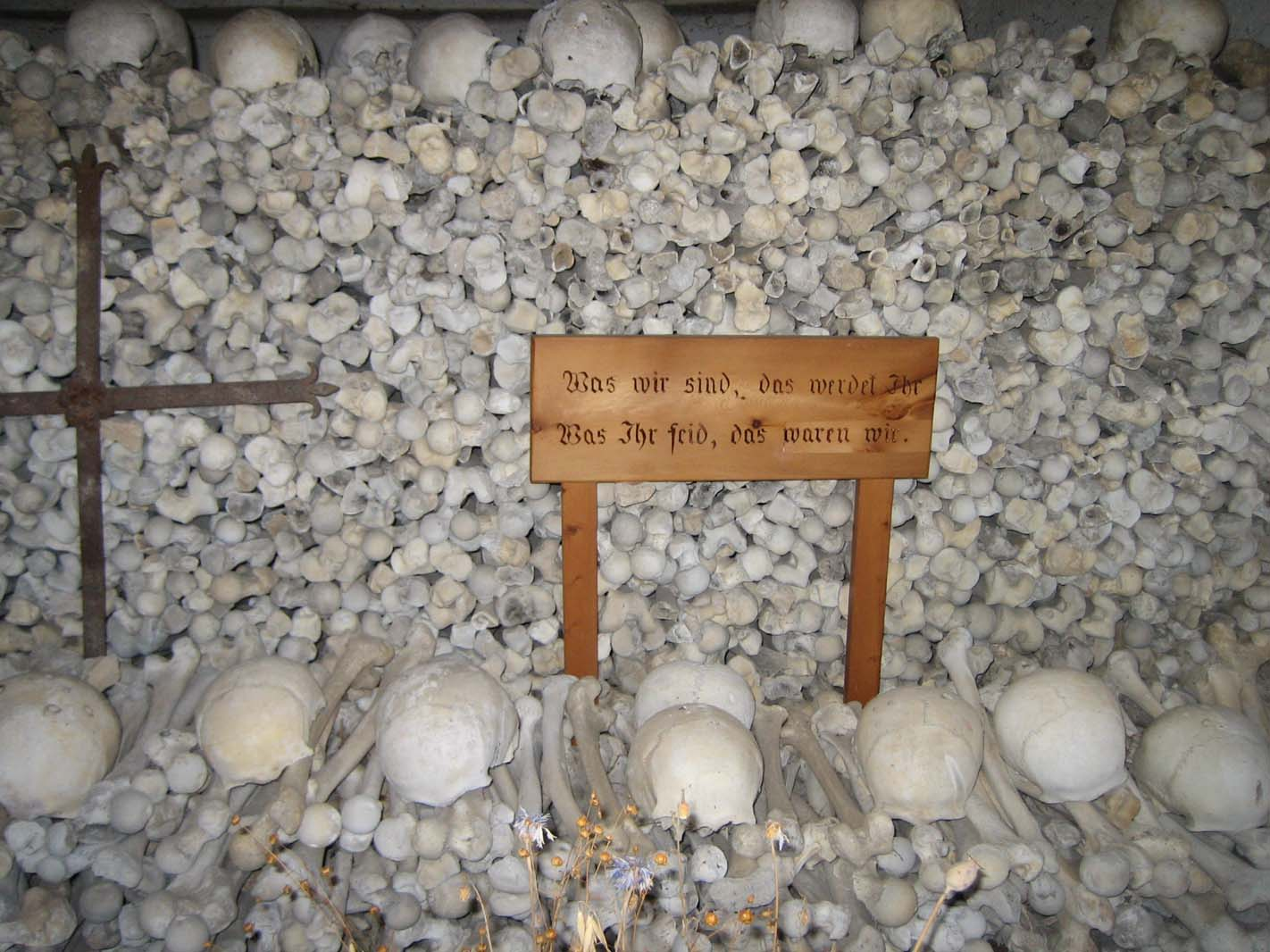
Intérieur de l'ossuaire.

Saint-Pierre de Mistail est l'unique église de Suisse à trois absides à ne pas avoir subi de reconstruction. L'autre monument conservé de cette époque, l'abbaye bénédictine Saint-Jean-des-Sœurs, dans le Müstair, a été fortement modifiée par une reconstruction dans le style gothique tardif.

### Extérieur
La haute nef, couverte par un toit en selle, comporte, à l'est, trois absides communicantes à toits de pierre. L'abside centrale est un peu plus large et haute que les deux autres. Sur le fronton est, on reconnaît la continuation, moins inclinée, de l'ancien toit et du clocher originel, recouvert de pierres. L'actuel clocher, surmonté par une pyramide de maçonnerie, et muni d'ouvertures ogivales, se trouve à l'angle sud-ouest.
L'église est éclairée par deux hautes fenêtres carolingiennes ogivales, à l'ouest et au sud. Deux autres fenêtres, plus au nord, ont été murées. L'ensemble actuel des bâtiments est clos par un mur haut d'un bon mètre.

### Intérieur

#### Structure
L'intérieur est constitué d'une salle rectangulaire d'environ 14 mètres de long et 12 mètres de large. Celle-ci est divisée par les restes d'un mur de séparation. À l'est, s'ouvrent les trois absides en forme de fer à cheval, légèrement surélevées, celle du milieu étant légèrement plus haute et large. Elles contiennent chacune un autel carolingien et sont chacune éclairées par une fenêtre située dans l'apex de la courbe.
Le plafond plat, en bois, est soutenu par une charpente et porte le millésime 1642. Il remplace un plafond antérieur, qui était environ 80 centimètres plus haut.

« L'intérieur de Saint-Pierre de Mistail demeure toujours ainsi qu'il l'était il y a douze siècles : il nous apparaît, dans son interaction conservée avec trois volumes sphériques, comme une structure spatiale parfaite à sa manière, équilibrée et reposante. »

— Erwin Poeschel, Kunstdenkmäler Graubündens.

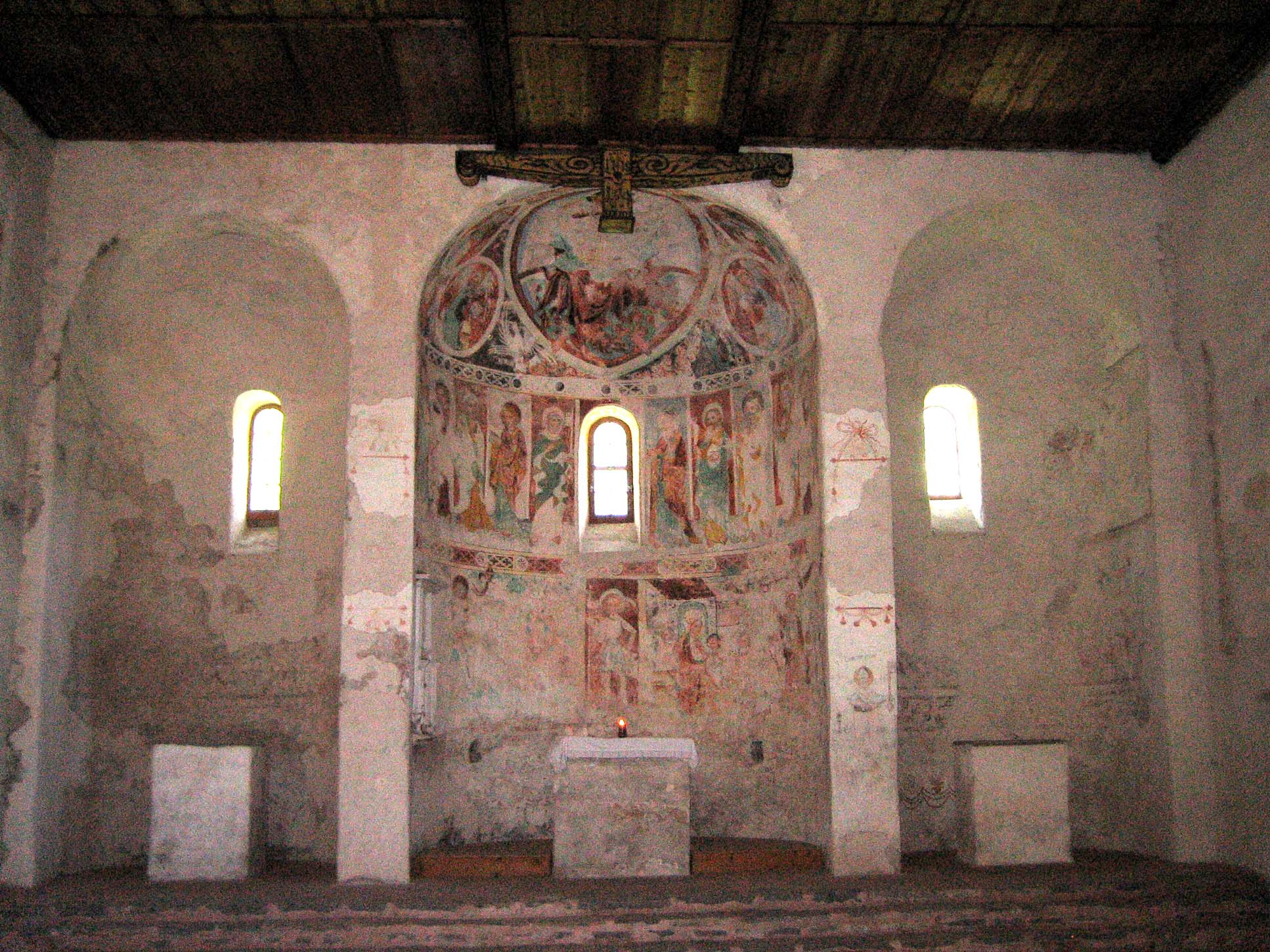
Absides.
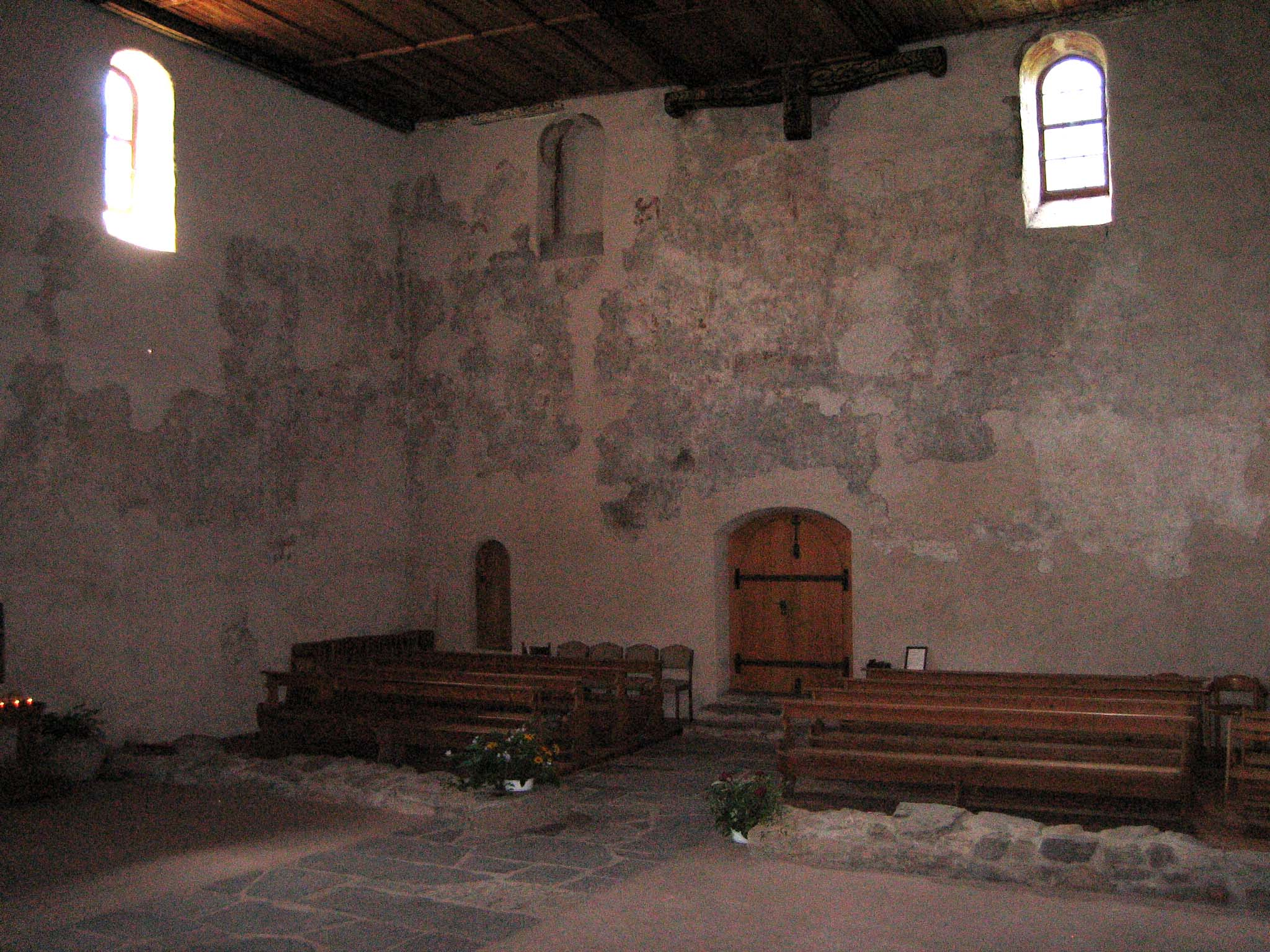
Nef.
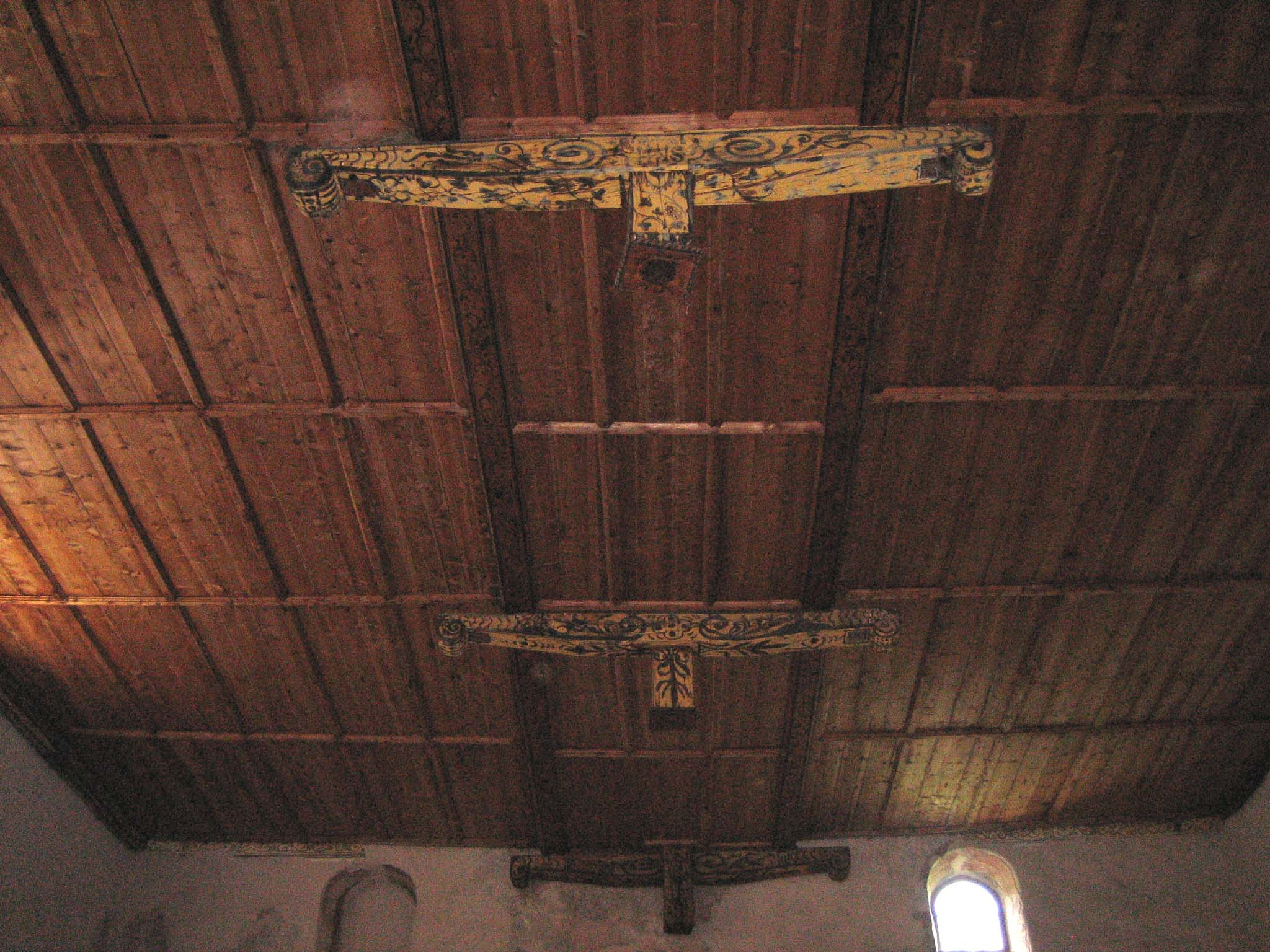
Plafond en bois.

Intérieur de l'église.

#### Peintures et mobilier
Les peintures murales datent de trois périodes : carolingienne, gothique et baroque.

##### Époque carolingienne

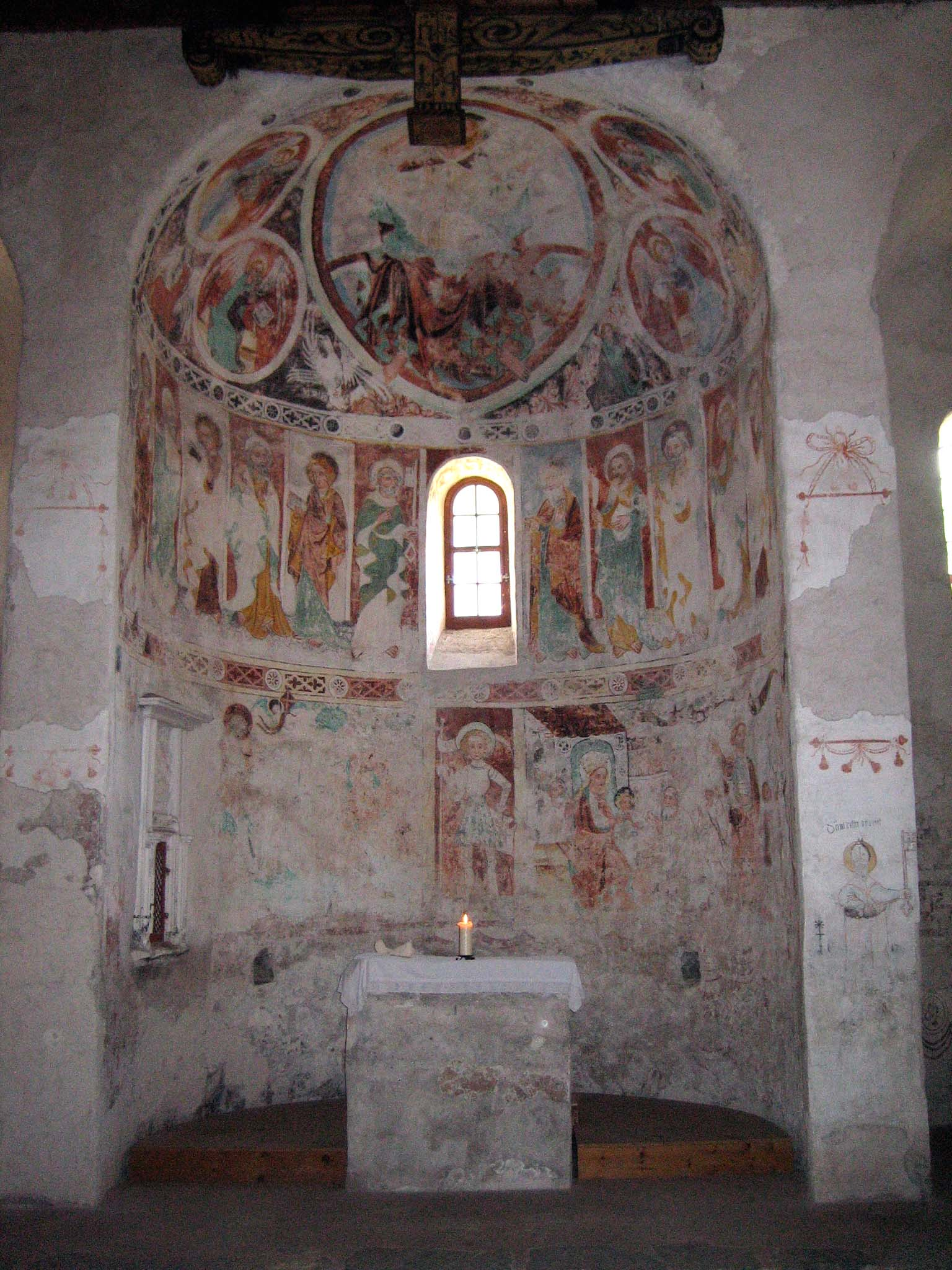
Abside centrale.

Quelques décennies après sa construction, l'église est peinte à fresque. Des vestiges sont visibles sur les murs et dans l'abside sud. De cette époque, datent aussi les autels-blocs des absides.
Seuls quelques restes des peintures carolingiennes ont survécu. Deux têtes sont clairement visibles, l'une sur la droite de l'abside sud, l'autre en dessous de la fenêtre de gauche du mur ouest. À droite de celle-ci, on peut voir une aile d'ange et une main pointant vers le centre. Les deux murs latéraux montrent des représentations dramatiques, qui sont disposés en trois frises les unes au-dessus des autres.

##### Époque gothique
La majeure partie des peintures que nous voyons aujourd'hui dans l'abside centrale et sur le mur nord date de 1400 à 1410. Elles sont exécutées selon la technique a secco.

###### Abside centrale
Au début du XIVe siècle, l'abside centrale est repeinte. Dans la coupole, le Christ trône dans une mandorle, entouré par les quatre Evangélistes dans des médaillons. Le Christ apparaît ici, non pas avec un livre, mais avec un orbe, le souverain remplace l'enseignant. Les évangélistes sont représentés sous forme d'anges, comme dans l'église Sogn Gieri de Rhäzüns. En dessous, les douze apôtres composent une frise, sur un fond alternativement rouge-brun et vert. Dans la zone la plus basse, à gauche, on reconnaît des fragments du combat de saint Georges. Au milieu, il y a un saint avec une armure, un bouclier et une bannière. Cette peinture peut également représenter saint Georges. Ainsi saint Georges est montré, à la fois, comme l'incarnation de la vaillance chevaleresque et comme celle de la noblesse des jeunes.
À droite, on voit une représentation de l'Adoration des Mages, avec Marie en Reine du Ciel au milieu. Le motif de l'étoile-ange qui conduit les Rois mages, provient de la tradition byzantine et se retrouve également à Sogn Gieri, à Rhäzüns.

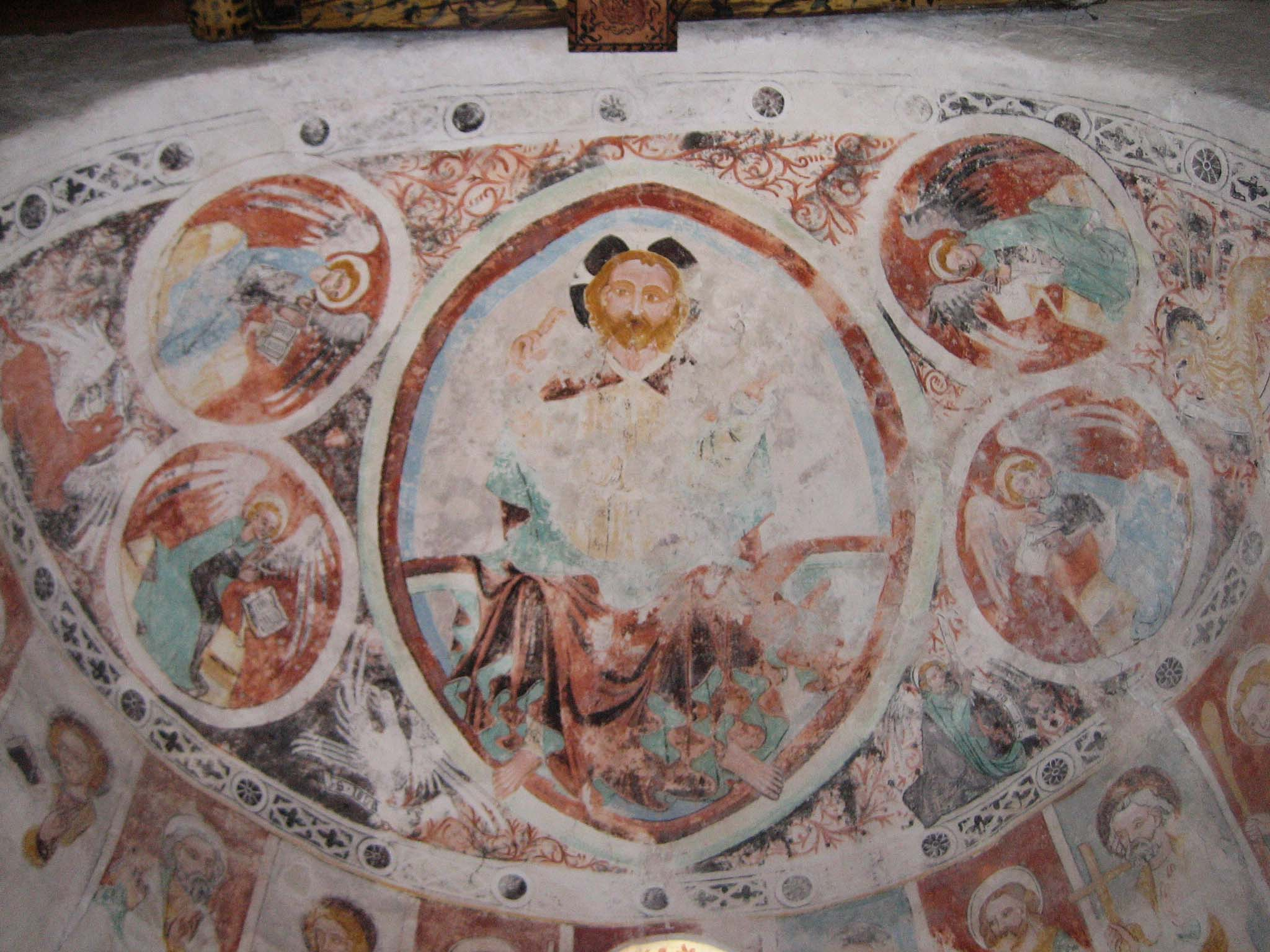
Coupole. Le Christ et les Évangélistes.
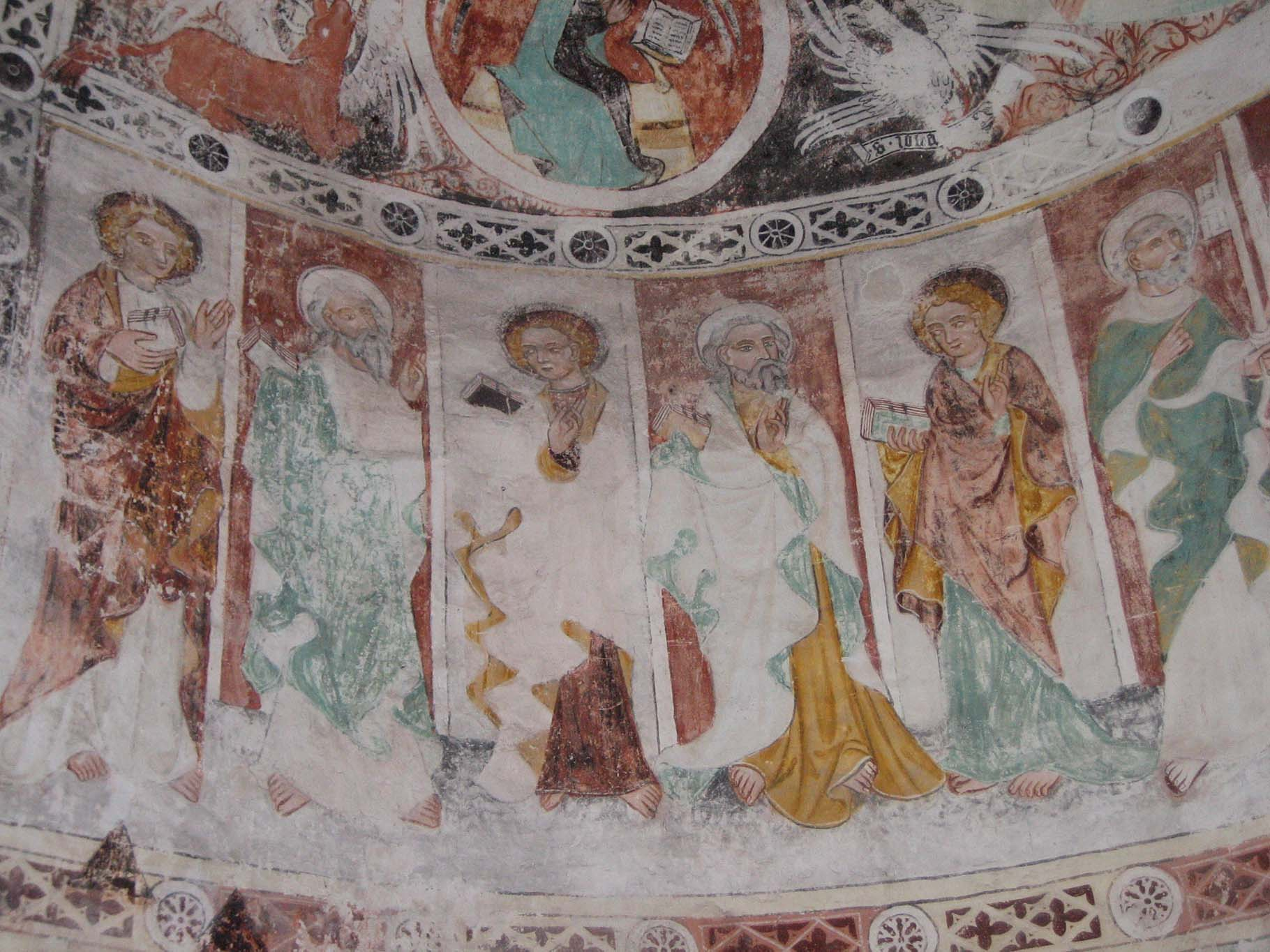
Frise des Apôtres.
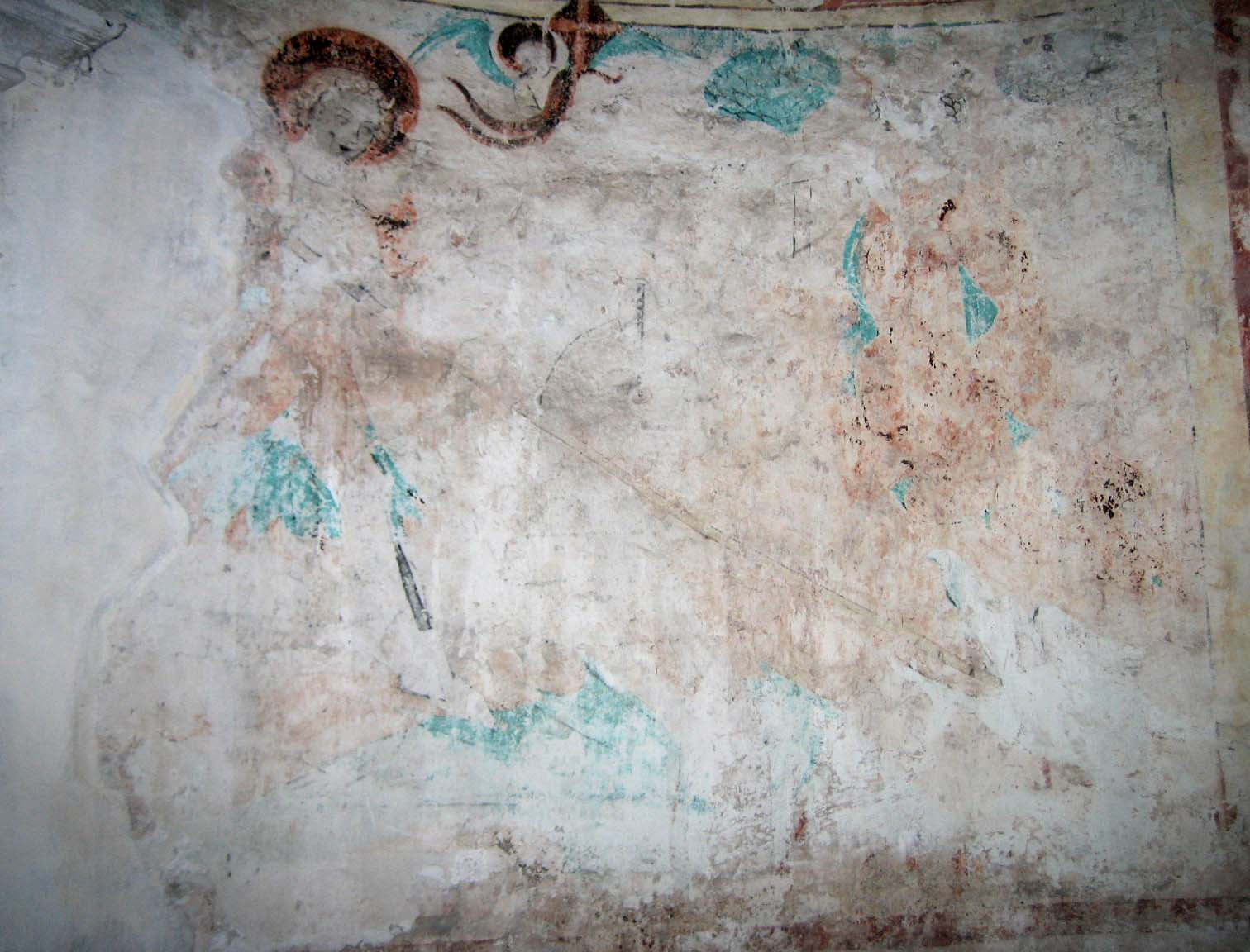
Saint Georges combat le dragon.
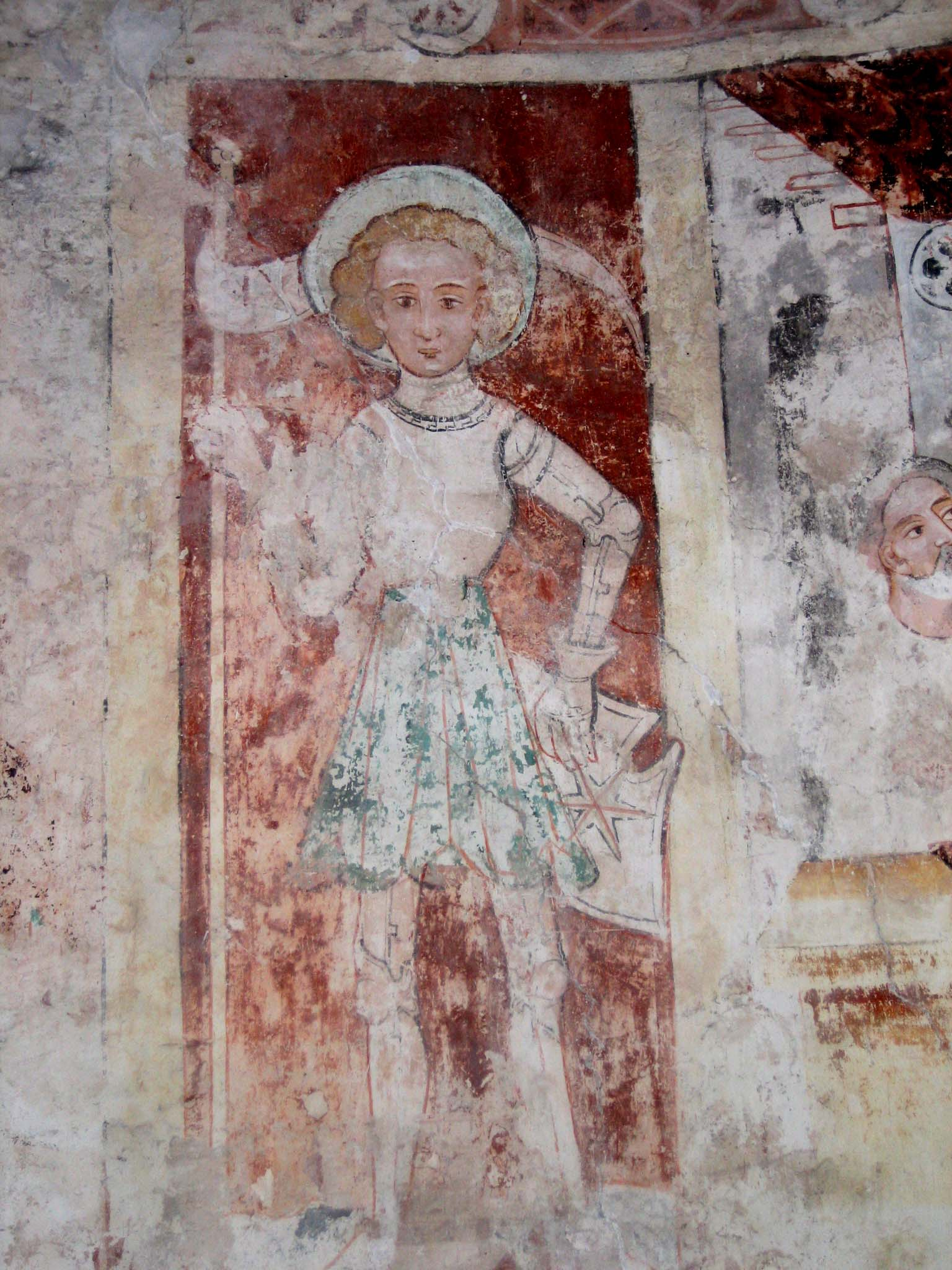
Saint Georges en chevalier.
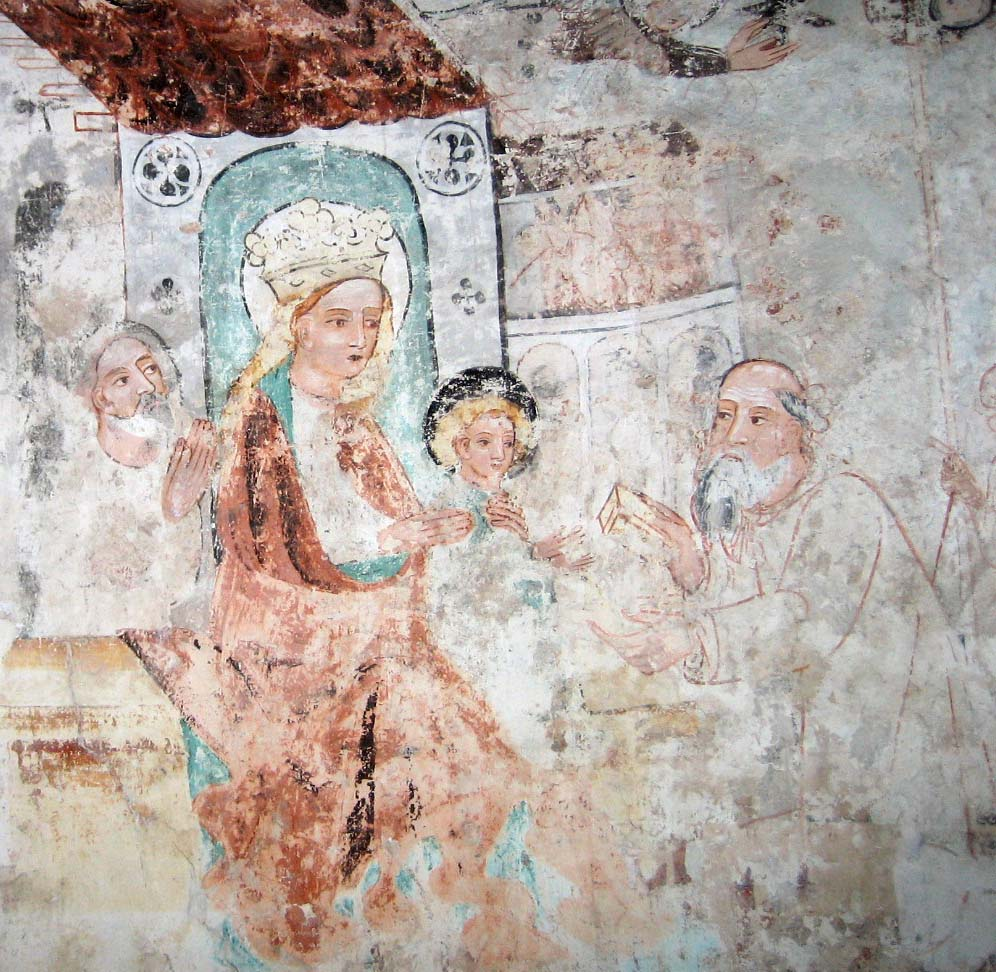
Adoration des Mages.
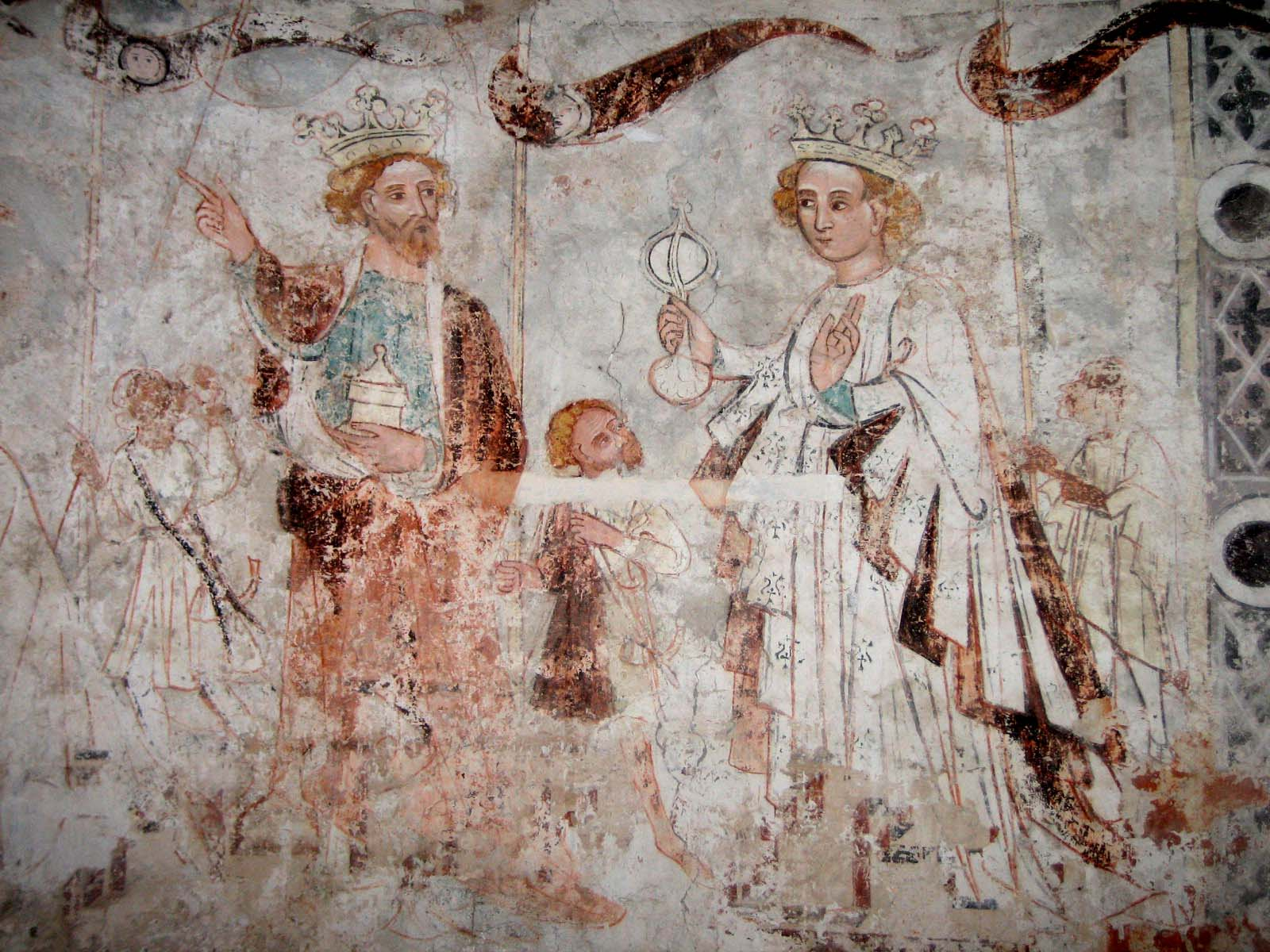
Les Rois mages.

###### Mur nord
Le mur nord est dominé par une représentation de saint Christophe, haute de près de sept mètres et datant d'environ 1400. Saint Christophe est le saint patron des voyageurs et a souvent été peint sur les murs extérieurs des églises, comme à Waltensburg et Sogn Paul, à Rhäzüns. Une représentation à l'intérieur de l'église est plutôt inhabituelle dans cette région.
Les trois scènes du portail latéral sont peintes sur la même couche de plâtre que la représentation de saint Christophe, située à côté. Elles ont peut-être été réalisées, dans le cadre de la consécration de 1397, par un peintre local. À gauche, une peinture montre saint Gall, qui est honoré, à Mistail, en tant que fondateur du monastère de Saint-Gall. Au milieu, est représentée une consécration, celle de l'église de Mistail par saint Pierre. À droite, on trouve une représentation du Christ, qui est une injonction appelant à une stricte observance du repos dominical. Les outils ne sont pas des instruments de torture, mais des outils agricoles, à la vue desquels le Christ, le dimanche, est de nouveau blessé.

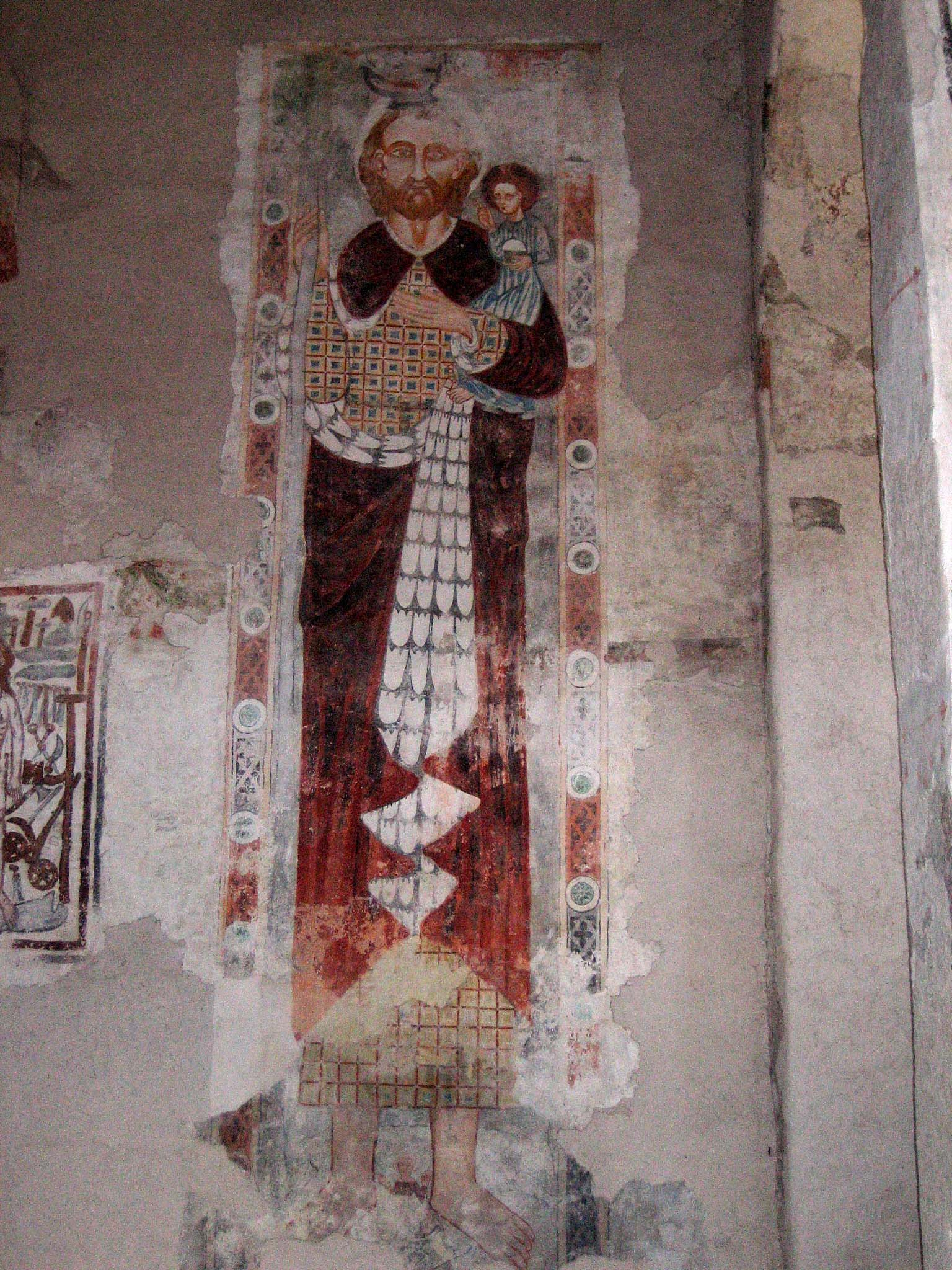
Saint Christophe.
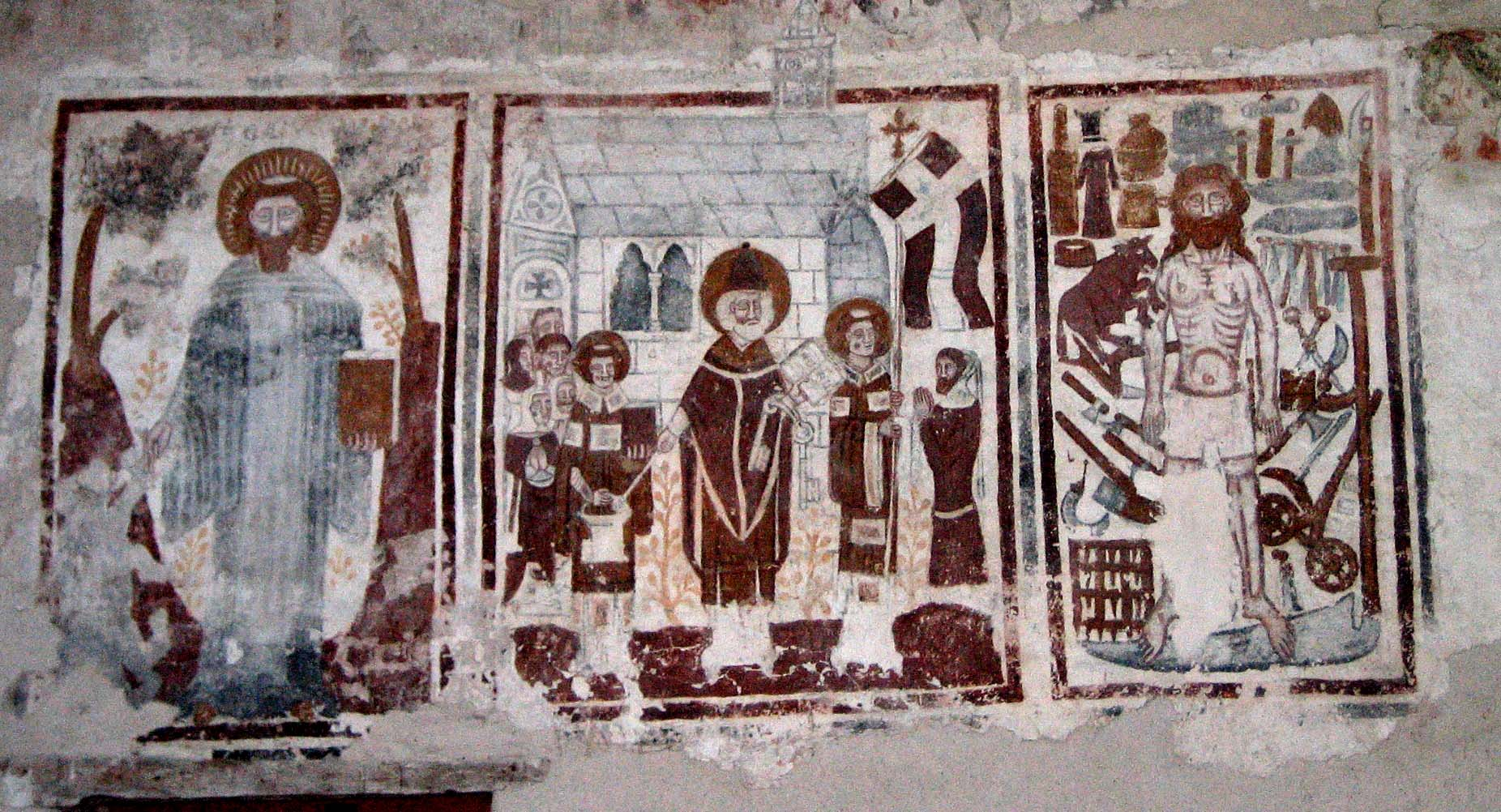
Peintures du portail latéral.

Peintures du mur nord.

##### Époque baroque
Des peintures décoratives datent du XVIIe siècle.

###### Absides
Au XVIIe siècle, l'intérieur de l'abside centrale reçoit un badigeon. Les restes de peinture décorative de cette l'époque sont visibles sur les murs de l'abside centrale. On reconnaît des guirlandes et l'iconographie de saint Pierre.

###### Mur nord
La cruche et l'inscription en haut du mur datent du XVIIe siècle. 

## Fouilles et restaurations
En réalisant de petits sondages dans l'enduit appliqué en 1646, on peut retrouver les peintures murales originelles. Sous la direction d'Oskar Emmenegger, de l'École polytechnique fédérale (EPF) de Zurich à Merlischachen, elles ont été étudiées de 1966 à 1979. Les restaurations ont été effectuées avec parcimonie, par exemple, dans la partie inférieure du manteau de saint Christophe  ou dans la zone des trois tableaux à sa gauche.
Les grands retables baroques du XVIIe siècle, dans les absides, et plusieurs toiles, placées sur les murs latéraux, ont été supprimées.